# Józef Mehoffer
Józef Mehoffer (Ropczyce, 19 de março de 1869 –  Wadowice, 8 de julho de 1946) foi um pintor polonês ligado à Secessão de Viena. É considerado um dos maiores representantes do movimento da Polônia Jovem.
Os 15 vitrais de J. Mehoffer estão localizados na Catedral de St. Nicholas em Friburgo, Suíça. Mehoffer projetou estes vitrais entre 1895 e 1932. Estes vitrais, criados ao longo de quase quatro décadas, representam uma obra significativa não apenas na obra do artista como um todo, mas também são uma das principais obras dos vitrais sagrados europeus dos séculos XIX e XX.

Vitrais na catedral de Saint-Nicolas em Friburgo, Suíça
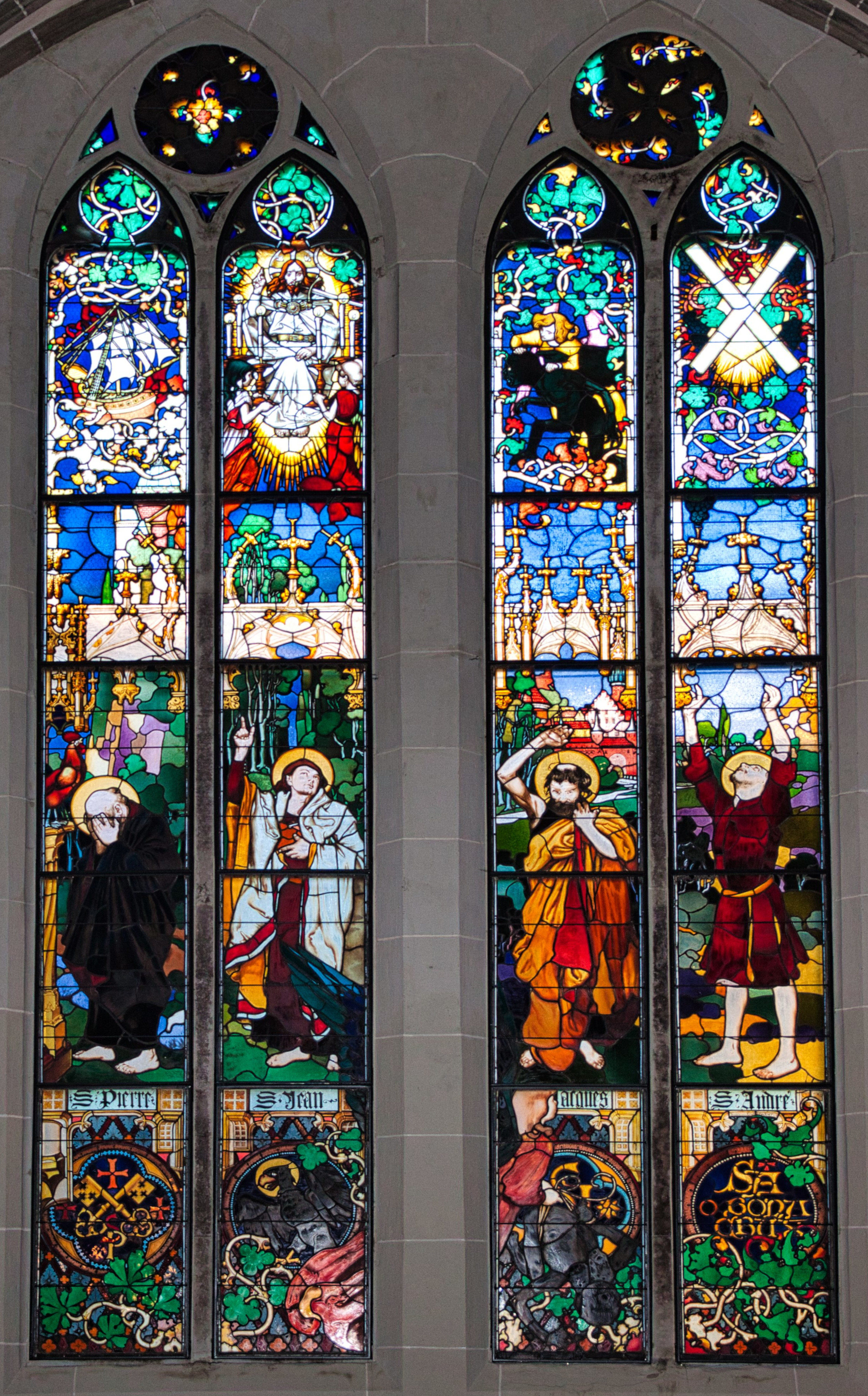
Apóstolos (1895-1896)
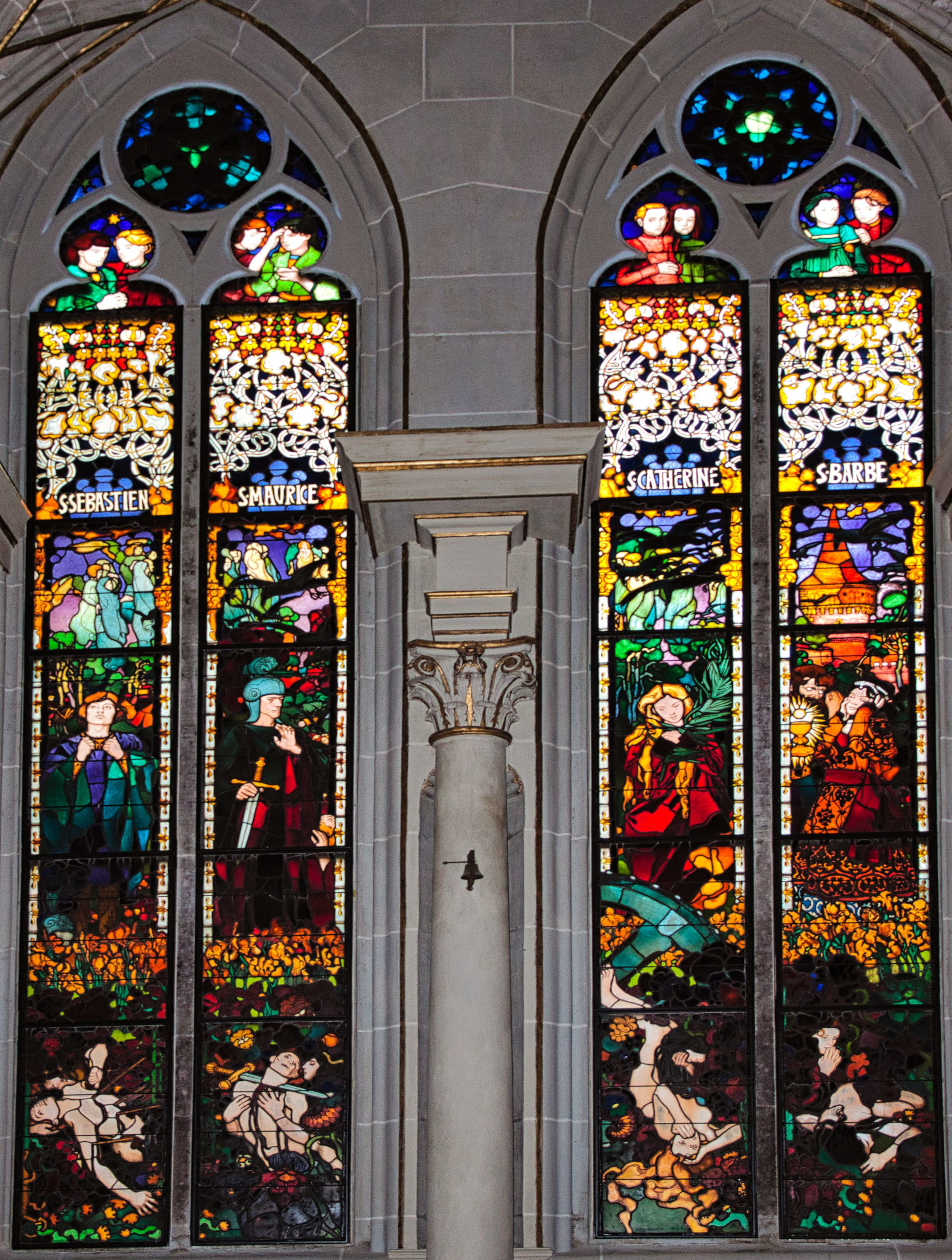
Mártires (1898-1899)
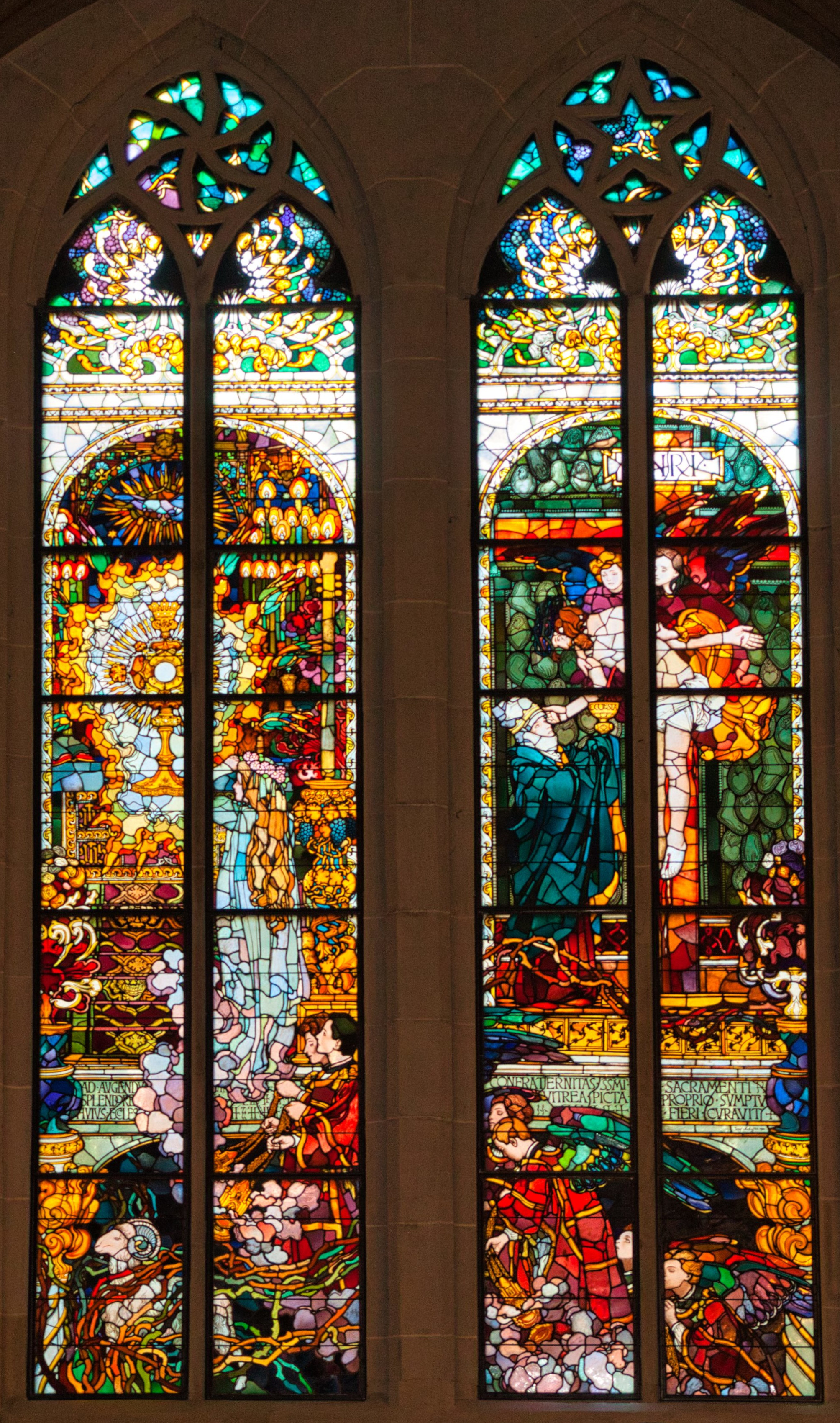
Eucaristia (1896-1897)